# Flora Coquerel
Flora Coquerel (nascida em 14 de abril de 1994) é uma modelo francesa eleita Miss França 2014. Ela foi a 85ª ganhadora do concurso e representou a França no Miss Mundo 2014, onde não se classificou, e no Miss Universo 2015, onde ficou em 4º lugar. É filha de pai francês e mãe beninense e tem 2 irmãos mais velhos. Estuda Comércio Internacional, tem interesse por moda, conhecimentos em espanhol e pratica dança e badminton. É também engajada em causas sociais, principalmente através da fundação de seu pais, Inter-Action Bénin.

## Miss França 2014
Em dezembro de 2013, Flora foi eleita Miss França 2014. Ela venceu outras 32 concorrentes, representando a região de Orléanais.

## Miss Mundo 2014 e Miss Universo 2015
No Miss Mundo 2014 ela não conseguiu classificação. No Miss Universo 2015, realizado em Las Vegas, ela ficou em 4º lugar.